# Джонни Эпплсид

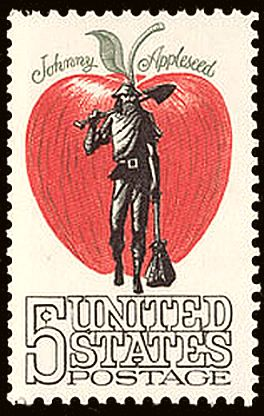
Почтовая марка США 1966 г., посвящённая Джонни Эпплсиду

Джо́нни Э́пплсид, Джонни Яблочное Семечко (англ. Johnny Appleseed; настоящее имя Джонатан Чепмен (англ. Jonathan Chapman); 26 сентября 1774, Леминстер, Массачусетс, — 18 марта 1845, Форт-Уэйн, Индиана) — житель США, ставший впоследствии фольклорным персонажем, христианский миссионер и пионер, а также «сельскохозяйственный энтузиаст».
Его прозвище происходит от того, что он первым начал сажать яблони на Среднем Западе Америки. В легендах говорится, что он будто бы бродил по стране, как правило, босиком и с горшком для приготовления пищи, надетым на голову, большую часть своей взрослой жизни посвятив посадке яблонь, преподаванию Библии, рассказыванию историй; отмечают его дружбу с коренными американцами, другими поселенцами Среднего Запада Америки и дружбу с дикими животными. О нём и его путешествиях было рассказано множество историй, которые затем превратились в книги, фильмы и другие произведения искусства, что сделало его народным героем США.
Похоронен в парке Джонни Эпплсида в Форт-Уэйне.

## Образ Джонни Эпплсида в современной культуре
- Персонаж книги Нила Геймана «Американские боги».
- Роберт Хайнлайн в романе «Фермер в небе» перенес реалии американского фронтира 19-го века в освоение космоса и колонизацию других планет. Один из поселенцев на Ганимеде, сосед главных героев, Иоганн Щульц, получил свое прозвище Джонни Яблочное Семечко от того, что первым из поселенцев стал выращивать яблони на казалось бы почти неплодородной безгумусовой земле.
- Глава «Зелёное утро» «Марсианских хроник» Рэя Брэдбери вдохновлена историей Джонни.
- В мультфильме «Время мелодий» студии Диснея целая история (фильм состоит из нескольких музыкальных историй) посвящена Джонни Яблочному Семечку и его деятельности.
- Эмодзи пластиковой карточки на платформе iOS содержит имя и фамилию Джонни Эпплсида.